# توماس إيميج
توماس إيميج (1772-1856) هو عالم جيولوجيا وجامع للعينات الأحفورية من المملكة المتحدة.
ولد إيميج عام 1772، وهو ابن جون إيميج. تلقى تعليمه في كلية كوربس كريستي في كامبردج، وتخرج منها ليحصل على شهادة البكالوريوس عام 1795 والماجستير عام 1798. في عام 1807 أصبح رئيس جامعة ستاننغ فيلد.
توفي إيميج في 8 مارس 1856. بعد وفاته تم بيع مجموعته عن طريق المزاد.
كان إيميج قد تزوج فرانسيس فريمان. وهو والد الجراح والطوابعي ويليام إيميج [الإنجليزية].